# Coleophora iperspinata
Coleophora iperspinata é uma espécie de mariposa do gênero Coleophora pertencente à família Coleophoridae.